# Tabyana Ali
Tabyana Ali (San Antonio, 28 gennaio 2002) è un'attrice e scrittrice statunitense.
È nota per il ruolo di Trina Robinson in General Hospital.

## Biografia
Tabyana Ali nasce il 28 gennaio 2002 a San Antonio in Texas. Da bambina le piaceva cantare, ballare ed esibirsi.

### Carriera
La svolta nella sua carriera arriva nel 2022 quando entra nel cast principale della soap opera General Hospital nel ruolo di Trina Robinson, ruolo che ricopre tutt'ora. Prima di entrare nel cast di General Hospital, è apparsa in serie tv come New Girl e Lo show di Big Show.

## Filmografia

### Televisione
- New Girl - serie TV, 1 episodio (2015)
- Lo show di Big Show - serie TV, 1 episodio (2020)
- General Hospital - soap opera (2022-in corso)